# Лумумба, Патрис

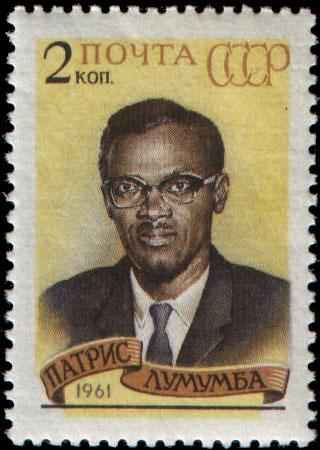
Почтовая марка СССР, посвящённая П. Лумумбе, 1961, 2 копейки (ЦФА 2576, Скотт 2486)

Патри́с Эмери́ Луму́мба (фр. Patrice Émery Lumumba, 2 июля 1925, дер. Оналуа, Катакокомбе, Бельгийское Конго — 17 января 1961, Элизабетвиль, Государство Катанга) — конголезский политический и государственный деятель левонационалистического толка, первый премьер-министр Демократической Республики Конго после провозглашения её независимости в июне 1960 года, национальный герой Демократической Республики Конго, поэт и один из символов борьбы народов Африки за независимость. Основатель (1958) и руководитель партии Национальное движение Конго (НДК).
Был отправлен в отставку с поста премьер-министра в ходе Конголезского кризиса в сентябре 1960 года и арестован, но быстро освобождён и повторно задержан 1 декабря. Передан на территорию Катанги и убит 17 января 1961 года.

## Биография

### Образование и начало политической карьеры
Родился в семье фермера Франсуа Толенге Отецхимы и Жюльенн Вамато Ломенджи. Принадлежащего к народу тетела, при рождении был назван именем Элиас Окит’Асомбо, что означает «наследник проклятого». Имел трёх братьев (Эмиль Калема, Йен Кларк и Луи Онема Пене Лумумба), а также сводного брата Толенгу Жана. Учился в католической миссионерской школе. В возрасте тринадцати лет перешёл в протестантскую школу, где обучался профессии фельдшера. За год до окончания обучения ему пришлось оставить школу. Работал секретарём, почтовым клерком. В итоге устроился в контору горнопромышленного общества в городке Кинду. В 1943—1944 годах был служащим оловодобывающей компании «Симетен» в городах Кинду (ныне центр провинции Маниема) и Калима на востоке Конго.
Заочно окончил школу железнодорожного движения в городе Альбертвиле (впоследствии Калима). Посещал вечерние курсы, где изучал философию, историю и литературу. Затем окончил школу почтовых служащих и получил работу на почте в Стэнливиле (ныне Кисангани).
С 1950-х годов активно участвовал в политической жизни колонии. В Стэнливиле возглавил Содружество почтовых работников и Ассоциацию конголезского персонала Восточной провинции. В 1955 году вступил в бельгийскую Либеральную партию. Выступал с многочисленными статьями в конголезской прессе. Первоначально разделял умеренные воззрения — был приверженцем идеи «бельгийско-конголезского сообщества», выступал за европеизацию Конго, за постепенную отмену расовой сегрегации.
Получил образование за счёт колониальных властей и вошёл в число так называемых «эволюэ́», то есть «развившихся» (существующий до сих пор (2019) официальный франкоязычный термин с приблизительным значением «совершивший своё развитие»). Служил чиновником в бельгийском почтовом отделении.
В числе других «избранных» был провезён по Бельгии и доставлен обратно в рамках бесплатной экскурсии, организованной бельгийским МИДом для «развившихся». Решался вопрос о его работе в бельгийском министерстве колоний, но успешную карьеру прервал арест по обвинению в хищении денежных переводов на сумму, примерно равную двум с половиной тысячам долларов. При этом приемлемых доказательств вины представлено не было. Выйдя из тюрьмы, в 1957 году работал на пивоваренном заводе.
В 1955 году был представлен бельгийскому королю Бодуэну I, совершавшему трехнедельную поездку по Конго.
К концу 1950-х годов пришел к убеждению о необходимости полного отделения Конго от Бельгии и построения независимого африканского государства. В 1958 году основал патриотическую партию Национальное движение Конго (НДК) и был избран её председателем. В декабре 1958 года возглавлял делегацию Конго на конференции народов Африки в Аккре (Гана). В ноябре 1959 года был арестован колониальными властями и приговорен к шести месяцам тюрьмы; освобожден под давлением народных масс. В январе-феврале 1960 года возглавлял делегацию НДК на конференции «Круглого стола» в Брюсселе, которая приняла решение о провозглашении независимости Конго.

### Премьер-министр Республики Конго
На первых в стране выборах в мае 1960 года НДК получила в парламенте 44 места из 137 (32,1 % всех мест). По итогам длительных, интенсивных и многократных споров представителей многочисленных партий, Лумумба был назначен на пост премьер-министра Республики Конго, что являлось временным компромиссом в условиях приближения даты 30 июля, которую Бельгия назначила для начала независимости своей бывшей колонии.
В той политической ситуации Брюссель рассчитывал создать стабильное марионеточное государство и по-прежнему контролировать использование природных ресурсов страны. Однако уже на торжественной церемонии 30 июня 1960 года в присутствии посетившего с визитом страну бельгийского короля Бодуэна I президент Касавубу произнёс речь о национальной модернизации, многорасовом обществе и сотрудничестве с бывшей метрополией. Лумумба, вопреки протоколу, взял слово вслед за ним и произнёс гневную речь, закончив её знаменитой фразой: «Мы больше не ваши обезьяны!» («Nous ne sommes plus vos singes»).
Правительство Лумумбы попыталось добиться реального контроля над ресурсами страны и выйти на курс экономической самостоятельности. Намечалось создание государственного планирования, госсектора в промышленности и производственно-сбытовых кооперативов на селе, введение фиксированных цен на товары первой необходимости и повышение зарплаты рабочим. Был запрещён вывоз капитала за рубеж. Церковь была отделена от государства и школа от церкви. Во внешней политике был взят курс на неприсоединение, полное освобождение Африки от колониализма и расизма.
Считавшийся ставленником бельгийской компании «Юнион Миньер» Моиз Чомбе, прозападный лидер провинции Катанга, где были сосредоточены основные месторождения полезных ископаемых и значительное белое население, включая тех, кто бежал туда из других районов Конго, в ответ провозгласил независимость, образовав Государство Катанга, в которой он стал президентом. Сепаратизм Катанги связывают с тем, что появилась опасность национализации медной промышленности и попадания урановых рудников в зону влияния Москвы. В этой ситуации определённые политические силы Бельгии, связанные с королём, при негласной поддержке ЦРУ инициировали отделение Катанги, в которой была сосредоточена вся добывающая промышленность страны. Чомбе обещал прекратить мятеж, если Лумумба будет отстранён от власти. В знак протеста против вооруженной интервенции Лумумба 14 июля разорвал отношения с Бельгией и обратился в Совет Безопасности ООН с просьбой о помощи в отражении агрессии против Конго.
9 августа правительство объявило на всей территории страны чрезвычайное положение. Также были изданы несколько указов, вне закона были объявлены все объединения и ассоциации, не получившие государственного одобрения; также правительству было предоставлено право запрещать любые публикации, в которых содержатся материалы, наносящие вред действиям государственной администрации. 11 августа «Африканский курьер» напечатал редакционную статью, в которой говорилось, что конголезцы не хотят «подпадать под второй вид рабства», имея в виду деятельность Патриса Лумумбы. Редактор газеты был арестован и четыре дня спустя прекратил публикацию ежедневной газеты. Вскоре было объявлено о национализации всей бельгийской собственности в стране и создании цензурного органа — Конголезского конгресса по делам прессы. 16 августа было издано решение о формировании в течение шести месяцев военной милиции и военных трибуналов.
5 сентября 1960 года решением президента Касавубу был снят с должности главы правительства (правительство в самом деле не функционировало, в основном по вине «бескомпромисного» Лумумбы, не желающего заниматься согласованием между разными его членами, но и президент не предложил никакой альтернативы) и отправлен под домашний арест. В ответ тот заявил по радио о незаконности смещения, так как его поддержал парламент. 6 сентября лидеры основных партий, которые составляли правительственную коалицию, заявили о поддержке бывшего главы кабинета, однако в это время войска ООН захватили радиостанцию и закрыли доступ на неё членам правительства.
7 сентября палата депутатов большинством в ¾ голосов аннулирует решения президента и Лумумбы о взаимном снятии с должности. Однако, из-за конфликта с Бельгией уже была потеряна запланированная изначально возможность для консультативного разрешения подобных кризисов в переходное к независимости время.
8 сентября Сенат подтвердил данное решение, однако ООН продолжала игнорировать правительство и удерживать захваченные аэродромы и радиостанцию.
14 сентября начальник главного штаба вооруженных сил Мобуту Сесе Секо заявил о нейтрализации Лумумбы для мирного решения конфликта, предотвращения втягивания страны в гражданскую войну. Был выписан ордер на арест Лумумбы (с одним из обвинений, что он якобы собирается установить иностранную военную диктатуру при поддержке СССР), он был помещён в тюрьму, но практически сразу выпущен.
Потерявший власть Лумумба продолжал пытаться действовать как премьер-министр, несмотря на существование нового правительства, признанного 24 ноября ООН. Когда сторонник Лумумбы Антуан Гизенга (который станет премьер министром через 45 лет) поднял восстание в одной из провинций, Лумумба отправился 27 ноября туда, чтобы присоединиться к единомышленникам. Но по дороге 1 декабря был задержан военными Конго, а позже при не до конца выясненных обстоятельствах попал в руки катангских сепаратистов и был расстрелян без суда. Мятежники расчленили его тело и растворили в кислоте, чтобы его могила не стала местом паломничества его сторонников. Бывший комиссар бельгийской полиции Жерар Соэте взял золотой зуб себе в качестве трофея.
В 1961 году были опубликованы мемуары Лумумбы «Конго, моя страна» (Congo, My Country).

## Убийство
Точные обстоятельства смерти политика были долгое время неизвестны широкой общественности. Сын Патриса Лумумбы Франсуа подал запрос в Бельгию с целью выяснения обстоятельств смерти своего отца. Спустя 41 год после события специальная комиссия бельгийского парламента восстановила события, сопутствовавшие смерти П. Лумумбы.
Согласно выводам комиссии, он и его соратники были арестованы[где?] сообщниками Мобуту Сесе Секо и депортированы в самолёте к Моизу Чомбе в Катангу, где были помещены в лесную хижину. Лумумба со своими соратниками Жозефом Окито и Морисом Мполо подверглись пыткам, после чего их посетили политические соперники — Моиз Чомбе, Эварист Кимба Мутомбо и бельгийские политики.
17 января 1961 года Лумумба с соратниками были расстреляны катангийскими солдатами, состоявшими под командованием бельгийских офицеров, и закопаны на месте расстрела. На следующий день трупы были выкопаны, расчленены, растворены в кислоте, после чего останки были сожжены. Убийство было приписано жителям деревни. Большинство средств массовой информации, однако, указывали на причастность к преступлению Чомбе.
В заключительном отчёте комиссия пришла к выводу, что король Бельгии Бодуэн знал о планах убийства Лумумбы. Также было установлено, что бельгийское правительство оказывало транспортную, финансовую и военную помощь силам, враждебно относившимся к Лумумбе. Большая часть вины была приписана непосредственно королю Бодуэну, который проводил свою собственную колониальную политику «в обход политических институтов страны», которые, впрочем, существовали лишь номинально и не являлись аналогами политических институтов ни Запада, ни СССР.
15 февраля 1961 на пресс-конференции в Элизабетвиле прямое обвинение в убийстве Лумумбы прозвучало в адрес ближайшего соратника Чомбе Годфруа Мунонго, руководителя силовых структур Катанги. Мунонго ответил: «Докажите!» и на том прервал тему.
«Проблеме Лумумбы» были посвящены несколько заседаний Совета национальной безопасности США летом 1960 года, 18 августа 1960 года президент США Дуайт Эйзенхауэр одобрил рекомендации ЦРУ ликвидировать Лумумбу, в дальнейшем специалистами ЦРУ были разработаны варианты убийства Лумумбы из огнестрельного оружия и с помощью яда, в итоге был утверждён план операции «Голубая стрела». Впоследствии, после рассекречивания американской стороной в 1975 году ряда ранее закрытых материалов, подробности участия сотрудников ЦРУ в описываемых событиях послужили предметом особого расследования комиссией Чёрча.
В 1992 году Годфруа Мунонго объявил, что 28 мая подробно расскажет обстоятельства убийства Лумумбы. Именно в этот день Мунонго внезапно умер за несколько часов до намеченного выступления.
Немецкий документальный фильм «Убийство в колониальном стиле» (режиссёр Томас Гифер. 2000 год) расследует события тех дней на основе интервью со многими бывшими сотрудниками и офицерами ЦРУ и бельгийской службы безопасности. В интервью многие из них впервые признались в том, что лично участвовали в убийстве и последующем уничтожении останков Лумумбы и его соратников (в том числе и при помощи кислоты). Один из офицеров до сих пор хранит передние зубы Лумумбы, которые он предъявил перед камерой.
В прощальном письме жене Патрис Лумумба писал: «Единственное, чего мы желали для нашей страны — это право на достойное существование, на достоинство без лицемерия, на независимость без ограничений… Придёт день, когда история скажет своё слово».

## Последствия
Лишь через 40 лет бельгийские власти признали свою моральную ответственность за убийство Лумумбы и другие колониальные преступления в Конго.
В декабре 2012 года Федеральная прокуратура Бельгии приняла к рассмотрению жалобу вдовы и сыновей Патриса Лумумбы, которые потребовали расследовать причастность бельгийских политиков к его убийству в 1961 году.
В марте 2010 года в британской прессе появилась информация о том, что Патрис Лумумба был свергнут со своего поста и убит при участии сотрудницы британской Секретной разведывательной службы MI-6, баронессы Дафны Парк, с 1959 по 1961 годы бывшей консулом и первым секретарём в Леопольдвиле. Данное заявление обнародовал Дэвид Ли — член британского парламента от Лейбористской партии. По его словам, незадолго до своей смерти Парк во время совместного чаепития на его вопрос о том, причастно ли Ми-6 к смерти Лумумбы, ответила: «Да. Я организовала это». Подобное заявление вызывало неоднозначную оценку в британском обществе, многие историки и исследователи выразили сомнения в его достоверности. Так, ими отмечалось, что Парк осуществляла разведку и в её полномочия никак не могло входить такое действие, как попытка убийства столь высокопоставленного лица как лидер другого государства, могущее повлечь за собой очень серьёзные политические и дипломатические последствия. Также они указывали на то, что после расформирования УСО британское правительство проводило политику отказа от политически мотивированных убийств, к примеру МИ-6 даже не осуществила покушений на лидеров военизированной группировки ИРА. Представители британского правительства назвали заявления Ли «спекулятивными».
В 2000 году бельгийский полицейский Жерар Соэте признался, что принимал участие в убийстве Лумумбы и сохранил два его зуба. В 2016 году дочь Соэте продемонстрировала золотой зуб, принадлежавший Лумумбе, во время интервью. Затем этот зуб был изъят бельгийскими властями и в июне 2022 года бельгийские власти передали его Демократической республике Конго. В церемонии передачи реликвии приняли участие официальные лица Конго и Бельгии, а также родственники покойного политика.

## Награды и звания
- Орден Короны степени кавалера Большого креста (Бельгия, 30 июня 1960) — по случаю Дня независимости[18][19]. Вручён лично королём Бельгии Бодуэном на церемонии в здании парламента Конго[20][21].
- Орден Компаньонов О. Р. Тамбо в золоте (Южная Африка, 16 июня 2004) — в знак признания его жизни, отданной борьбе за свободу и правосудие в Конго и вклада в идеалы африканского единства солидарности и свободы[22].

## Память

### Названы в его честь
В Гвинейской республике построенная в городе Конакри типография (введённая в эксплуатацию в октябре 1961 года) получила название «типография имени Патриса Лумумбы».
С 1961 года по 5 февраля 1992 года имя Патриса Лумумбы носил (и носит вновь с 23 марта 2023 года) Российский университет дружбы народов.
Построенный в 1962 году двухпалубный пассажирский речной теплоход проекта 305 был назван «Патрис Лумумба» (он эксплуатировался с 1964 по 1999 год в Западно-Сибирском речном пароходстве).

#### В топонимике
В российских городах Курганинск, Димитровград, Грозный, Чебоксары, Пермь, Екатеринбург (Улица Патриса Лумумбы), Липецк, Туймазы, Лермонтов, Казань (Улица Патриса Лумумбы), Будённовск, Ханты-Мансийск, Дивногорск, Майкоп, Дербент, Кисловодск, Волгоград, Новоаннинский, Кинешма, Междуреченск, Кимры, Нелидово, Клинцы, Нязепетровск, Ханты-Мансийск, Мирный, посёлках городского типа Куминский, Верхнеднепровский (Смоленская область), Тугулым (Свердловская область), Айхал, селе Кырен (Бурятия) есть улицы Патриса Лумумбы.
До 1990-х годов имя Патриса Лумумбы также носила одна из улиц Владивостока, в дальнейшем часть улицы переименована в честь адмирала Юмашева, командовавшего Тихоокеанским флотом в годы Великой Отечественной войны, другая часть улицы переименована в честь адмирала Кузнецова. Впрочем, в разговорной речи жителей города прежнее название улицы до сих пор часто используется.
До середины 1990-х годов в Новокузнецке также была улица Лумумбы, ныне переименована в улицу Кузнецова.
В Кемерово имя Лумумбы поочерёдно носили несколько улиц, в 1995 году последняя из них переименована в Карболитовскую улицу.
В Кисловодске была улица Лумумбы (переименована в Широкую).
В Пятигорске с 1961 года была улица Патриса Лумумбы, в 1994 году переименована.
В Екатеринбурге эта улица находится по сей день.
Именем Патриса Лумумбы названы улицы в украинских городах Лубны, Киев (улица переименована в улицу Иоанна Павла II), Одесса (проспект, ныне переименован в Адмиральский), Донецк, Кривой Рог, Кременчуг, Смела, Бахмут, Летичев, Черкассы (до 1969 года), в киргизском Бишкеке, в казахстанских Алма-Ате, Усть-Каменогорске, Таразе, Шымкенте (ныне переименованы) Костанайская область, с. Денисовка (улица имени Патриса Лумумба).
Улица Патриса Лумумбы есть в белорусском городе Горки.

### В культуре
Жан-Поль Сартр написал предисловие к сборнику его статей. Эме Сезер написал о нём пьесу «Сезон в Конго». Стихи ему посвятили Евгений Долматовский, Евгений Евтушенко (стихотворение «Не забудем!» было опубликовано в «Комсомольской правде» 18 февраля 1961 года), Иван Драч, Максим Танк, Пимен Панченко, Серафим Попов, а также поэты Финляндии, Ливии, Танзании.
Фильмы
- В 1968 году вышел итальянский художественный фильм режиссера Валерио Дзурлини «Сидящий одесную» («Seduto alla sua destra») о последних днях Лумумбы, представленных как Страсти Христовы. В неназванной центрально-африканской стране власти захватывают лидера оппозиции Мориса Лалуби в исполнении Вуди Строуд и сажают его в тюремную камеру с итальянским уголовником, мелким воришкой Оресте (исп. Франко Читти). Европейские наемники во главе с Командором (исп. Жан Серве) пытают Лалуби, чтобы он отрекся от освободительной борьбы, а когда он отказывается, они убивают его вместе с Оресте, невольным свидетелем. Кинокартина Дзурлини попала в конкурсный список Каннского кинофестиваля 1968 года, который был отменен из-за Майских событий 1968 года.

- В 1970 году на киностудии «Беларусьфiльм» был снят художественный фильм «Чёрное солнце». Эта политическая драма режиссёра Алексея Спешнева создана по мотивам биографии Лумумбы. Сценарий написан Спешневым при участии советского дипломата Кузьмы Киселёва. В съёмках принимали участие советские актёры африканского происхождения и граждане тридцати стран Африки.

- «Лумумба» (фр. Lumumba) Рауля Пека, 2000 года.

- Lumumba, la mort d'un prophète[англ.] 2021 года.

- Soundtrack to a Coup d'Etat[англ.] 2024 года.

В Германии «Лумумба» (также нем. Cacao mit schuss — «какао с выстрелом») называется горячий напиток из какао с добавлением рома или ликёра амаретто, появившийся в начале 1960-х годов и пользовавшийся спросом в период рождественских ярмарок. В настоящее время это название, как и название десерта «голова мавра» критикуется как расистское.